# Заговор на равните
Заговорът на равните (на френски: Conjuration des Égaux) от май 1796 г. е неуспешен държавен преврат по време на Френската революция. Той е ръководен от Франсоа-Ноел Бабьоф, който иска да свали Директорията и да я замени с егалитарна и протосоциалистическа република, вдъхновена от якобинските идеали.

## Предистория
Опитите на Директорията да се справи с икономическата криза придават на Бабьоф неговото историческо значение. Новото правителство се ангажира да премахне системата, чрез която Париж се изхранва за сметка на цяла Франция, и определя дата за прекратяване на раздаването на хляб и месо на номинални цени: 20 февруари 1796 г. Новината предизвиква огромно безпокойство. заплашени от гладна смърт са не само работниците и многобройните пролетарии, привлечени в Париж от тази система, но рентиерите и държавните служители, чиито доходи се изплащат в ассигнации по произволна скала, определена от правителството. Правителството се огъва пред протеста; но опитът му да смекчи злото, като раздели правоимащите на класи, само увеличава тревогата и недоволството.
Всеобщото недоволство дава повод за яростни атаки от страна на Бабьоф срещу съществуващия ред и му печели аудитория. Той събира около себе си малък кръг от последователи, известни като Обществото на равните Societé des égaux, към които се вливат остатъците от Якобинския клуб, които се събират в Пантеона; и през ноември 1795 г. полицията научава, че там открито се проповядват "въстание, бунт и конституцията от 1793 г. ".
Седем мъже заедно с Бабьоф ръководят конспирацията: Филип Буонароти, Августин Александър Дарте, Силвен Марешал – който написва манифеста – Феликс Лепелетие, Пиер-Антоан Антонел, Дебон и Жорж Гризел. Жан Антоан Росиньол създава мрежа от военни агенти, разположени във всеки квартал на Париж.
Произведенията на Филип Буонароти Анализ на доктрината на Бабьоф (на френски: L’analyse de la Doctrine de Babouf) и Отговор на М.В. (на френски: La response a M.V.) показват защо той е считан за „основният теоретик и идеолог на движението на равните“. Буонароти вярва, че заемането на каквато и да е политическа позиция предполага предприемане на действие. Той е един от основните представители на левичарството в края на 18 век във Франция. Бабьоф и той са в затвора Плеси през 1797 г. Буонароти споделя принципите на Бабьоф относно частната собственост и се застъпва за еднакво разпределена и съвместна социална схема във Франция. Той също така смята, че Италия все още не е готова за такава социална реформа.
- Гракх Бабьоф
- Филип Буонароти
- Силвен Марешал
- Феликс Лепелетие

## Идеи
Крайната цел на Франсоа-Ноел Бабьоф и неговите другари е абсолютното равенство. Целта на заговора е да продължи революцията и да я доведе до колективизация на земите и средствата за производство, за да „сложи край на гражданските разногласия и общата бедност“. Освен това те искат да се приложи конституцията от година 1 (от 1793 г., първата конституция на републиката, която никога не влиза в сила).
Идеите на заговорниците са конкретно изложени в Манифеста на равните от 1796 г., написан от главния помощник на Бабьоф Силвен Марешал. Манифестът препоръчва радикална реформа на Франция, която отива по-далеч от Декларацията за правата на човека и гражданина от Френската революция, за да наложи практиката на абсолютно равенство във всички сфери на обществото. Марешал отхвърля идеята, че само равенството пред закона е достатъчно, за да дефинира социално равенство, и по този начин поставя силен акцент върху премахването на частната собственост и равния достъп до прехрана. Освен това манифестът заклеймява привилегированата буржоазия, която се е облагодетелствала от революцията, като например богатите земевладелци, които продължават да печелят от „общото благо“ на земята. Въпреки че заговорниците признават, че „егоистите“ ще се противопоставят на целите им, за да запазят несправедливите си привилегии, отнемането на властта от тях се счита за необходимо за установяване на истинско равенство.

## Развитие
За известно време правителството, макар да знае за дейността му, го оставя на мира. За Директорията е изгодно социалистическата агитация да продължи, за да възпира хората от присъединяване към някое роялистко движение за свалянето на съществуващия режим. Освен това масата на работниците (ouvriers), дори с крайни възгледи, са отблъснати от кръвожадността на Бабьоф; и полицейските агенти докладват, че неговата агитация напротив, кара мнозина да се ориентират към правителството. Якобинският клуб отказва да приеме Бабьоф и Рене-Франсоа Льобоа на основание, че са „égorgeurs“ („главорези“).
С развитието на икономическата криза обаче влиянието на Бабьоф нараства. След като клубът на Пантеона е затворен от Наполеон Бонапарт на 27 февруари 1796 г., неговата агресивна дейност се удвоява. През вантоз и жерминал (приблизително късна зима и ранна пролет) под псевдонима Lalande, soldat de la patrie той започва нов вестник, Eclaireur du Peuple, ou le Défenseur de Vingt-Cinq Millions d'Opprimés, който се предава тайно от ръка на ръка по улиците на Париж.
В същото време брой 40 на Tribun предизвиква огромна сензация. В него Бабьоф възхвалява авторите на септемврийските кланета като „заслужаващи похвала“ и заявява, че е необходим по-пълен „2 септември“, за да унищожи правителството, което се състои от „гладници, кръвопийци, тирани, палачи, мошеници и клоуни“.
Несгодите сред всички класи продължават; а опитът на Директорията да замени назначените с нова емисия мандати през март създава ново недоволство. Надигат се викове, че е обявен държавен банкрут и хиляди от по-ниската класа на ouvriers започват да се събират под знамето на Бабьоф. На 4 април 1796 г. правителството получава доклад, че 500 000 души в Париж се нуждаят от помощи. От 11 април Париж е облепен с плакати Analyse de la Doctrine de Baboeuf, Tribun du Peuple, в които първото изречение гласи: „Природата е дала на всеки човек правото да се ползва с равен дял от цялата собственост“, и завършват с призив за възстановяване на Конституцията от 1793 г.
Парижките квартали са дълбоко развълнувани от пропагандата на равните, а другарите на Бабьоф вече не си правят труда да крият своята „бунтовническа дейност“ от полицията. Песента на Бабьоф Mourant de faim, mourant de froid („Умираме от глад, умираме от студ“), на музиката на популярна мелодия, започва да се пее в кафенетата под бурни аплодисменти. Разпространява се съобщение, че недоволните войски на Френската революционна армия от лагера в Гренел са готови да участват във въстание срещу правителството.
Филип Буонароти публично чете проектоуказ за провъзгласяването на егалитарна република. Първите думи в него са: „Народът напредна, тиранията вече я няма. Вие сте свободни“. Този проект предвижда, че „в републиката ще се създаде голяма национална общност. Завещаването и наследяването ще бъдат премахнати: цялата собственост, която в момента е у частни лица, след тяхната смърт ще премине в ръцете на националната общност. Благата на националната общност ще бъдат експлоатирани колективно, от всички нейни легитимни членове. Националната общност ще осигури на всеки свой член прилично жилище, облекло, подходяща храна и помощ в ... лечението“. И накрая, „републиката вече няма да прави пари“.

## Разгром и съд
Заговорът е разкрит на полицията от един от собствените му лидери, Жорж Гризел, срещу заплащане. Изправени пред репресиите, които се стоварват върху демократичните кръгове на Париж, неколцина се опитват да вдигнат въстание, най-напред в полицейския легион. Директорията разбира, че бабувистката пропаганда е развълнувала опасно общественото мнение и на 2 май 1796 г. разпуска и разоръжава полицейски легион, защото: „съблазнени от бабувистката фракция, те стават от ден на ден все по-недисциплинирани“. След разпускането му бабувистите се обръщат към войниците от 21-ви полк на драгуните, разположени на лагер в Гренел.
Директорията сметна, че е време да реагира; централното бюро е натрупало чрез своите агенти, по-специално бившия капитан Жорж Гризел, член на обществото на Бабьоф, пълни доказателства за заговор за въоръжено въстание, насрочено за Флореал 22, година IV (11 май 1796 г.), в което якобинци и социалисти са заедно. На 10 май Бабьоф, който е взел псевдонима Tissot, е арестуван; много от неговите сътрудници са прибрани от полицията по заповед на Лазар Карно : сред тях Августин Александър Дарте и Филип Буонароти, бившите членове на Националния конвент Робер Линдет, Жан-Пиер-Андре Амар, Марк-Гийом Алексис Вадие и Жан-Батист Друе, известен като пощенският началник, който арестува Луи XVI по време на бягството до Варен, а сега член на Съвета на петстотинте на Директорията. Карно, който възнамерява да спре исканията за равенство, издава 245 заповеди за арест.
Репресиите на правителството са изключително успешни. Последният брой на Tribun излиза на 24 април, въпреки че Рене-Франсоа Льобоа, в Ami du peuple, продължава да се опитва да подтикне войниците към бунт. Известно време се носят слухове за въстание в армията.
Процесът срещу Бабьоф и неговите съучастници е насрочен за новосъздадения върховен съд във Вандом. На 10 и 11 Фруктидор (27 август и 28 август 1796 г.), когато затворниците са изведени от Париж, има опити за спасяването им, но те са потушени. Опитът на петстотин или шестстотин якобинци (7 септември 1796 г.) да вдигнат войниците в Гренел не постига успех. Те са посрещнати с изстрели и дават около 20 убити, 132 пленени и много ранени.
Процесът срещу Бабьоф и останалите заговорници започва във Вандом на 20 февруари 1797 г. и продължава два месеца. Правителството, по свои собствени причини, изобрази социалиста Бабьоф като водач на заговора, въпреки че са замесени и по-важни от него личности. Неговата собствена суета допринася за това. Дарте, който запазва пълно мълчание по време на разпитите, е обвинен, че е написал заповед за екзекуция на Директорите. На 26 май 1797 г. Бабьоф и Дарте са осъдени на смърт. При изслушването на смъртната присъда в съдебната зала Бабьоф се промушва неколкократно и на следващия ден е отнесен умиращ до ешафода. Дарте, който също се е опитал да се самоубие, е гилотиниран заедно с него във Вандом на 27 май 1797 г. Някои от затворниците, включително Буонароти и Жермен, са депортирани; останалите, включително Вадие и неговите бивши колеги монтаняри, са оправдани. Друе успява да избяга, според Пол Барасв съучастие с Директорията.

## Наследство
Заговорът на равните вероятно щеше да изчезне в потопа от велики събития на революцията, но през 1828 г. Буонароти публикува Заговорът на равните, и го записва в историческите книги. Фридрих Енгелс и Карл Маркс признават организацията като „първата поява на наистина активна комунистическа партия“. Лев Троцки повтаря същото, заявявайки, че основаването на Комунистическия интернационал е „пряко продължаване на героичните начинания и мъченичеството на дълга поредица от революционни поколения след Бабьоф“.
Заговорът на равните може да се разглежда като първи пример на френско левичарство, различно от това на якобинците, по-фокусирано върху реалното равенство, за разлика от абстрактното равенство в очите на закона. Докато френските революционери активно се стремят да гарантират правата на собственост, като залагат гаранция за това в Декларацията за правата на човека и гражданина, Бабьоф и неговите последователи вместо това искат пълното премахване на собствеността („Ние клоним към нещо по-възвишено и по-справедливо: общото благо или общност на собствеността! Няма да има повече индивидуална собственост върху земята: ние изискваме, ние искаме, общо ползване на плодовете на земята: плодовете принадлежат на всички. Тази критика на частната собственост, изложена от Бабьоф и неговите колеги заговорници, ще отекне в по-късните течения на френското левичарство: може би най-силно в мисленето на Пиер-Жозеф Прудон, който заявява, че „Собствеността е кражба!“
Въпреки че думите „анархист“ и „комунист“ не са съществували по времето на заговора, по-късни учени използват и двете за описание на неговите идеи. Английската дума „комунизъм“ е измислена от Гудуин Бармби в разговор с онези, които той описва като „учениците на Бабьоф“.